# Бабино (община Демир Хисар)
 Тази статия е за селото в Северна Македония.  За селото в България вижте Бабино.  
Бабино (на македонска литературна норма: Бабино) е село в община Демир Хисар, Северна Македония.

## География
Разположено е на 750 m надморска височина в Долен Демир Хисар, в източните склонове на Плакенската планина, на 18 km от град Демир Хисар и на два km от пътя Демир Хисар – Кичево. Селото се дели на три махали: Горна, Долна и Средна.

## История
Според местна легенда името си дължи на една баба, която била изгонена от снахите си и живяла самотна в Илинската планина. Тя прокълнала всички жени от своя край на старини да живеят самотни като нея в планината и така селото добило име Бабино.
В местността Въртешка има археологически обект от късната античност.
В османски данъчни регистри на немюсюлманското население от вилаета Манастир от 1611 – 1612 година селото е отбелязано под името Бабине с 47 джизие ханета (домакинства). През 1683 година жители на Бабино заедно с тези на Кочище, Зашле, Брезово и Доленци отказват да заплатят данъка нузул и убиват неговия събирач.
В XIX век Бабино е малко изцяло българско село в Битолска кааза, нахия Демир Хисар на Османската империя. Църквата „Свети Никола“ е от 1858 година. Според Васил Кънчов в 90-те години Бабино е в хубава долина и има 55 къщи. Според статистиката му („Македония. Етнография и статистика“) в 1900 година Бабино има 430 жители, всички българи християни.
На Етнографската карта на Битолския вилает на Картографския институт в София от 1901 година Бабино е чисто българско село в Битолската каза на Битолския санджак с 81 къщи.
Цялото население на селото е под върховенството на Българската екзархия. По данни на секретаря на екзархията Димитър Мишев („La Macédoine et sa Population Chrétienne“) в 1905 година в Бабино има 480 българи екзархисти и функционира българско училище.
При избухването на Балканската война в 1912 година трима души от Бабино са доброволци в Македоно-одринското опълчение.
В 1961 година Бабино има 451 жители, в 1994 година – 70, а според преброяването от 2002 година селото има 34 жители, от тях 33 македонци и един сърбин.
| Националност | Всичко |
| македонци    | 33     |
| албанци      | 0      |
| турци        | 0      |
| роми         | 0      |
| власи        | 0      |
| сърби        | 1      |
| бошняци      | 0      |
| други        | 0      |

## Личности
Родени в Бабино
- Блаже Радев Радев, български революционер от ВМОРО[13]
- Вангел, селски войвода на ВМОРО, войвода на чета по време на Илинденско-Преображенското въстание[14]
- Ванчо Милев Милев, български революционер от ВМОРО[15]
- Добре Тодоровски (р. 1960), северномакедонски писател
- поп Кузман Попдимитров (1871 – 1906), деец на ВМОРО
- Милан Божинов, македоно-одрински опълченец, Четвърта рота на Петнадесета щипска дружина[16]
- Никола Илиев Кръстев, български революционер от ВМОРО[17]
- Никола Стойков Спасенов, български революционер от ВМОРО[18]
- Нове Марков Стойчев, български революционер от ВМОРО[18]
- Силян Божинов (Симян, 1884 – ?), македоно-одрински опълченец, четата на Славчо Пирчев[19]
- Силян Иванов Дуков, български революционер от ВМОРО[20]
- Софроний Димов, български революционер от ВМОРО[20]
- Спиро Божинов (1867 – ?), македоно-одрински опълченец, Първа рота на Шеста охридска дружина, носител на орден „За храброст“ IV степен[19]
- Спиро Йованов Стойчев, български революционер от ВМОРО[18]
- Траян Божинов Неделков, български революционер от ВМОРО[15]
- Трайче Неделков Божинов, български революционер от ВМОРО[21]
- Христо Стойчев, български революционер от ВМОРО[18]
- Яким Василев (1873 – ?), български революционер от ВМОРО